# Mesochorus seorakensis
Mesochorus seorakensis là một loài tò vò trong họ Ichneumonidae.